# Godlia Station
Godlia Station (Godlia stasjon) er en metrostation på Østensjøbanen på T-banen i Oslo. Stationen ligger i Godlia i bydelen Østensjø.
Fra 7. april 2015 til 10. januar 2016 var stationen lukket for opgradering til metrostandard med LED-belysning, læskure og universel udformning.